# 봉암서원 (경북)
봉암서원(鳳巖書院)은 경상북도 안동시 풍산읍 매곡리에 있다. 2009년 1월 21일 안동시의 문화유산 제9호로 지정되었다.

## 개요
서원의 건물 구성은 묘우인 상현사(尙德祠), 강당인 현휘당(賢輝堂), 숭덕재, 광업재, 전사청, 고직사로 이루어져 있다. 묘우인 상현사는 정면 3칸, 측면 2칸의 맞배지붕으로 풍판이 설치되어 있다. 내부에는 전면 중앙에 주향인 허영정 선생의 위패가 모셔져 있고, 좌측에 유유헌 선생, 우측에 난재, 고암 선생의 위패가 배향되어 있다. 강당인 현휘당은 정면 4칸, 측면 2칸의 팔작지붕으로 중앙의 마루와 양쪽 협실로 구성되어 있는데 서원내의 여러 행사와 유림의 회합 및 학문 강론 장소로 사용되고 있다. 동재인 숭덕재와 서재인 광업재는 전면 3칸, 측면 1칸으로 되어 있으며 유생들의 숙소로 사용하고 있다. 전사청은 정면 2칸, 측면 1칸이며 주소는 구자형 와가로 이루어져 있다.

## 배향 인물
- 남응원(南應元)
- 남융달(南隆達)
- 남급(南礏)
- 남천한(南天漢)

## 참고 문헌
- 봉암서원 - 서원연합회